# Eupithecia isogrammata
Eupithecia isogrammata är en fjärilsart som beskrevs av Treitschke 1828. Eupithecia isogrammata ingår i släktet Eupithecia och familjen mätare. Inga underarter finns listade i Catalogue of Life.